# 頼品妤
頼 品妤（らい ひんよ、ライ ピンユー、1992年〈民国81年〉3月2日 - ）は、中華民国（台湾）新北市出身の政治運動家、コスプレイヤー、女性政治家。2014年に台湾社会を震撼させた「ひまわり学生運動」に参加した学生で元立法委員。

## 人物
台北市で出生し、新北市立中和高級中学を経て国立台北大学法律学系（法学部に相当）卒業。

### 家系
父は国民大会代表や立法委員を務めた政治家の頼勁麟で、母はジャーナリスト。「父親は青年時に労働運動に参画していたこともあり、家族が自分の社会運動参画に対して反対することはなかった」と語るほど父の影響を受けている。

## 学生運動
高校三年の17歳時に『批踢踢（PTT。台湾最大のネット掲示板）』やブログを閲覧しているうちに徐々に社会問題に関心を持ちはじめた。この時期に台北市士林区で市政府が強行した再開発により士林王家の居住地が撤去された事件（zh:文林苑都市更新爭議）での反対運動に参加している。卒業後の進路を思案していた時期に興味を抱いたこの問題をきっかけとして、社会に不公正や不義が蔓延ることを感じ取った品妤は社会運動参加への熱意が増大していった。ただし、この時点ではまだ個人的な活動に過ぎなかった。
大学進学後の2012年ごろから多くの学生運動に参加してきた。アップルデイリー（蘋果日報）で知られる壹伝媒の買収事案が進行しメディア独占反対運動が起きた。運動中は傍観者の一人として沿道から声援を送るにすぎなかったが、運動終結後に居合わせた学生らと「反媒体巨獣青年聯盟」（青盟）メンバーに加入した。じきに青盟Facebookの開設やニュースの整理を手伝うようになり、活動現場で毎回声援を送るようになった。しかし、青盟での声援はメディア露出が低く世間での存在感がなかったため、青盟の動員力は次第に衰退していった。社会運動の仲間たちは品妤の存在を認知すると活動情報を共有するようになり、「黒色島国青年陣線（黒島青）」を結成する。2013年8月に結成されたこの黒島青は品妤が中途ではなく初期から加入した最初の団体であり、幹部としてより積極的な活動をみせるようになった。内部討論に参加するうちに各地の公聴会出席などの事務業務を受け持つようになった。コスプレと社会活動を結びつけたのもこの時期だった。再開発に伴う立ち退きおよび取り壊し問題にはコスプレのパフォーマンスを通じて抗議の意思を示した。（後述）
このほか、2012年の洪仲丘事件をきっかけに発生した事件真相解明要求かつイデオロギー闘争に明け暮れる国民党と民進党双方に対する抗議表明としての「白シャツ軍運動」や、中国資本が入り対岸寄りの報道が懸念されていた（中天電視などを擁する）旺旺集団への抗議活動「反媒体壟断運動」とそれに伴うパレード、秋闘（秋鬥、秋の労働運動）、反陳徳銘抗議行動、中国国民党第19次全国代表大会への抗議運動へ参加するなど、次第に社会運動にのめり込んでいった。
品妤はこれらの活動を通じて「あなたも一つの集合体に属するようになれば、多方面の議題について関心を持たざるを得ないだろう。自身の過去の価値観に対する影響は確かなもので、例えば自分が過去に見たことのない、より脆弱な人々に遭遇することだってある」と訴えている。

### 反服貿
同年11月26日、中華人民共和国の海峡両岸関係協会会長陳徳銘が台湾側の海峡交流基金会のトップ林中森を訪問したことで頼は両者が推進していた海峡両岸サービス貿易協定（海峽兩岸服務貿易協議、服貿）に対する抗議活動を基金会のビル前で行った。
基金会のビルに至る路上で警官隊と衝突、品妤と頼郁棻ら3名の女子大生は、「ここは管制区」という名目で手を広げながら半円状に陣形を成した10名の婦人警官によって壁際に取り囲まれた。その後警官に引きずられてビル入口への到達を阻止された。
当日、品妤は報道陣の取材で「中国の環境規制が緩いことで雇用環境は相対的に厳しくはないことから、台湾の産業は中国大陸との価格競争に陥り賃金水準も停滞する」と空洞化の懸念を表明した。

### 太陽花運動
両岸サービス協定の協議では品妤は何度も質疑を重ねたが、政府は十分な説明を果たすこともなく「協定は害は少なく利は大きい」と強調するのみで、公聴会も審査不充分なまま法案を通過させようとしていた。黒島青の活動を通じて品妤の視点は権力者の不義理や政策決定のブラックボックスぶりを認識することとなった。陳為廷、林飛帆、魏揚ら男性幹部陣に混じって発言人（スポークスパーソン）としてメディア対応を主な任務としていた品妤は自然とディスプレイ越しの露出が増え、ネット上の同年代の関心を惹きつけていった。黒島青は少人数のため大部分の決定事項は討論を重ねて決定されるものの、役割分担は不明確だった。ひまわり運動での発言人を担当するだけでなく、活動方針の決定プロセスにも参加し、発言人以外の仕事も助け合っていた。
2014年3月18日夜間、海峡両岸サービス貿易協定に抗議集会に参加、黒色島国青年陣線のメンバーが三手に分かれて立法院の占拠を企図、努力が実って議場占拠を果たした一員となった。議場でデモ参加者かつ最前線の当事者して紫色のノースリーブのシャツ姿で議場の椅子を使ってバリケードを築く姿が報道を通じて注目を集めた。そして「ひまわり運動の女神（太陽花女神）」「社会運動の女神」、「悍妞（中国語で獰猛な女性の意）」の異名で知られるようになった。

### 歴史教科書改訂
2014年1月に中華民国教育部による高校の歴史教科書改訂（zh:臺灣高中歷史課綱微調案）が『去台湾化（脱台湾化）』を招くと争議になった際は、品妤は「教育部が提出した新草案では台湾現代史の部分で国際法上の台湾の地位を確定するカイロ宣言のみが強調され、サンフランシスコ平和条約や米国の台湾関係法の内容が希薄化されている。」と主張した。

### 張志軍事件
2014年6月26日、海峡両岸関係協会の後任会長張志軍が台湾を訪問。品妤や魏揚などの活動家ら10名が新北市の新店区と烏来区を結ぶ台湾省道台9甲線（起点より10.2km地点）の2車線をロープや鎖を張って封鎖、張志軍の車列が進行するのを妨害した。護衛車や警察が10分程度でこれを排除し、学生らは逮捕された。その後台北地検は「妨害公衆往来安全罪、強制罪」容疑で品妤ら参加者8名を起訴した。
2015年1月20日、台北地方法院での審理では、被告が罪状を認めれば略式裁判での手続きが可能だったが、被告らは罪状を認めず継続審理となった。
2015年3月3日、台北地方法院で継続審理が開かれ、8人は「馬英九政権の対中政策と張志軍の訪台に対する抗議のために言論の自由を行使したにすぎない」と無罪を主張した。
2016年1月15日、台北地方法院は、強制罪については（有罪が）成立するものの公益目的を考慮し刑を免除、妨害公衆往来安全罪については無罪とした。
魏揚らは公益性のある行動だったとして控訴。2017年2月9日、二審の高等法院は強制罪を含めて2つの罪状とも嫌疑不足による無罪とした。

## 評価
運動初期は「化粧を欠かさない」「いつもファッショナブルな服装でハイヒール姿」などと外見上の報道ばかりで、取材記者にも「猫型のバックパックを背負うのか、ハイヒールを履くのか、スカートを履くのか」などと聞かれていたが、ひまわり運動後のメディア評は「美人で勇猛」へと一変した。そして品妤は公民教科書の「市民的不服従」を実践した人物として名を残すことになった。
1期目の議員時代に法学部出身の品妤を助手としていたフレディ・リム（林昶佐）は立候補が決まった品妤を「彼女はマメで仕事の準備もよくできていたから、立法院での質疑原稿を起草する際も自分のルールに従わせるよりも彼女の自発性を重んじてその裁量に任せていた」と評価し、既に立法委員としての資質を備えていると太鼓判を押していた。
副総統候補の頼清徳は、地元での遊説で「青年は国家の未来であり、彼らが理想と抱負を持つことは国家にとっても良いこと。彼女は単にひまわり運動の活動家ではなく、社会問題に関心を持ちながら多くの運動に参加してきた理想的な青年」と評し年配層へも支持を訴えていた。

### 学生運動総括
初の国政選挙を目前にして2019年10月に行われた鏡週刊による取材では、「10度の社会運動のうち9度が失敗だとして、普通の人はそれを実践しても成功したとは思わないだろう。たとえ失敗しても誰かがやらなければ。」と語り、社会運動家出身という理由で将来（=当選）に対して悲壮感を漂わせていた。また、「自分たちが街頭での反対運動に動員できたのは20人程度。（皆さん）とてもがっかりでしょう？この件に関心を寄せるのが台湾でたった20人なのか？って。しみったれた一夜だったと（傍目には映るに）しても、明くる日も（物事を）進めなきゃならない。たった20人だからってやってはいけない？」と反服貿運動が成功するとは考えていなかったことを吐露している。それでも選挙事務所設立時には10年の政治活動歴を以って「自分は（政治家として）新人ではなく、最年少のベテラン（我不是菜鳥，是最年輕的老鳥）」と自負していた。

主に初期の失敗の多さを理由としている自己評価の低さとは異なり、結果として品妤が黒島青の一員として起こした最大の運動であるひまわり運動は、2010年代中盤以降の台湾政界に大きな流れを生み出している。
また、歴史教科書改訂問題も立法院での継続審議対象となり、最終的に2018学年度からは廃止されている。

## 政界入り
2016年から大学の先輩にあたり、ひまわり運動にも関わった時代力量の立法委員フレディ・リム（林昶佐）の議員会館で専門だった法律分野で助手として携わり、議会の実務や実情を学んだ。
林昶佐が2019年8月に離党すると、品妤は翌月に民主進歩党へ加入し、新北市第十二選挙区（汐止区、金山区、萬里区、瑞芳区、平渓区、双渓区、貢寮区）の公認候補となった。この選挙区はかつて父が地盤とした台北県第3選挙区（ただし中選挙区制）とほぼ重なるだけではなく、時代力量の元主席黄国昌が当選した場所だったが、黄は2020年の選挙ではここを放棄（比例代表制の不分区へ）、代わりに頼嘉倫を擁立したため対民進党への姿勢を巡って分裂したフレディと黄国昌のそれぞれの門下生が異なる党で対決する代理戦争の様相も帯びた。
選挙期間中はオンライン上で韓粉（国民党中華民国総統候補だった韓国瑜の支持者）によるセクハラ紛いの誹謗中傷や、網軍（五毛党などの中国大陸のネットユーザー）による「台独妖女」などの罵倒を受けた。
党公認が投票115日前と最も遅かったことや、選挙区事情のこともあり事前予想では「黑馬（ダークホース）」だった。公認直後の民調（世論調査）では有力候補の李に20ポイント後塵を拝していたが、12月時点で約3ポイントにまで差を詰め、本番でも人口の多い汐止区と瑞芳区では李にリードを許したものの、僅差ともいえる接戦だった。頼清徳（副総統候補、元行政院長）が自身の出身地である万里区および隣接する金山区での遊説行脚に品妤を同行させたこともあって、その2区で固めたリードにより全体では1.5ポイント差でベテランの李を振り切り、当期最年少で当選した。

### 立法委員
2020年2月、品妤は地元汐止区の交通問題解消を抱負として語り、立法院の交通委員会に所属を希望していたが、その後正式に教育文化委員会所属となった。
新型コロナウイルスの流行により授業の再開方法が模索されていた時期には、通学に不便だったりインフラが整っていないと行政院教育部が規定している新北市内の辺境校（偏鄉的學校）56校のうち自身の選挙区内が35校を占めている、としてコンピュータの配布だけではなく通信インフラの格差是正も必要と訴えた。
2020年6月、監察院院長を陳菊とする与党の人事案を巡り、国民党議員らは議決阻止のために夜間に立法院に籠城した。送電が止められ空調も効かない窮状を報道陣の前で訴えている国民党の政治家たちに対し、Facebookで「寝るなら行政院官僚用の席あたりがお薦め（如果要說議場哪裡比較好躺，我個人首推行政院官員座席底下的空間）」と投稿し、コメント欄の質問には「入浴？（当時）私がどうしていたかなんて訊くだけ無駄！分かってたまるもんですか！（也不要問我在議場怎麼洗澡，不要問！你會怕！）」と回答。ユーモアと皮肉を交えて立法院籠城の先輩格としての矜持を示した。この余波で議場でも与野党の乱闘が繰り広げられたが、乱闘中に舌を出して変顔を披露したり、揉みあう国民党委員のエルボー攻撃を阻止して団子状態の中から引きずり出したほか、ミネラルウォーターを抱えながら議場の机を跳躍する姿が「草上飛（グラスワンダー）のようだ」とコメントされるなど、最年少議員らしい身軽な行動をみせ、跳躍場面のコラージュ画像がネット上で出回った。また、水風船を投げつけ合ったあとに揉みあいとなり、葉毓蘭（国民党）に髪を掴まれていた邱議瑩（民進党）を救出すべく乱闘に参戦、二人を引き離した。その後国内のネット上のコメントを解析する「DailyView網路温度計」で「2020年最吸睛（最も目立った）議員20人」の3位にランクインすると、就任1周年となる2021年2月にも、議員間投票で選出される「最吸睛議員」で陳柏惟（台湾基進）とともに2位タイとなっている（首位タイは高嘉瑜と王美恵）。
2020年10月16日、フレディや洪申翰ら立法委員および、黄捷らかつて時代力量に属していた複数の地方議員とともに憲法改正を求めていく団体「二〇四六 台湾」を結成した。
2021年2月、2050年までの温暖化ガス排出ゼロを目指す超党派の議連「2050浄零碳排」を法案提出者の洪申翰らとともに結成。

#### 立委評鑑
2021年4月、社団法人公民監督国会聯盟により、第10会期第2期（2020年9-12月）の「優秀議員」に選出された（第1会期は出席率も高く優秀とされていたが、提出した質疑の行政機関からの回答が締切に間に合わないため評価への反映が繰り越しとなっていたため選外。）。

#### 語録
2月6日、新型コロナウイルスの流行が拡大する中で世界保健機関（WHO）事務局長テドロス・アダノムが中国政府を擁護する言動を繰り返したため、台湾政界では多数の人物がWHOを批判したが、品妤もテドロスの媚中姿勢を高雄市長になぞらえて『彼はWHOの韓国瑜なのか？（他是世衛韓國瑜嗎？）』とコメントした。
4月末、ひまわり運動参加者に対する控訴審で台湾高等法院が一審の（学生側被告の）無罪判決を取り消した。当時の行政院長だった江宜樺が『正義はいつも遅れてやってくる（正義經常遲來）』と有罪判決を支持するような投稿を自身のFacebookに残した。それに対し当事者だった品妤は『（宜樺のいう正義は）便所の汚物入れに捨てられた使用済のトイレットペーパーのような安っぽさでしかない（廉價的程度堪比廁所垃圾桶裡用過的衛生紙）』と批判している。
2021年3月、国内コンテンツ産業を支援する政府機関文化内容策進院（文策院）が発行していた『CCC創作集』の編集部が解散を表明し、国内若手漫画家の活動の場を奪うとして文策院に抗議したが、文策院側が品妤および事務所スタッフに「民衆の噂を（安易に）聞き入れず、接触もしないでほしい」と要求していたことについて「文策院は民意と立法院を凌駕する立場なのか？（文策院自認凌駕民意之上、立法院之上?）」、「今は戒厳令の最中なのか？（現在是戒嚴時代嗎?）」と激しく非難した。

## 選挙記録

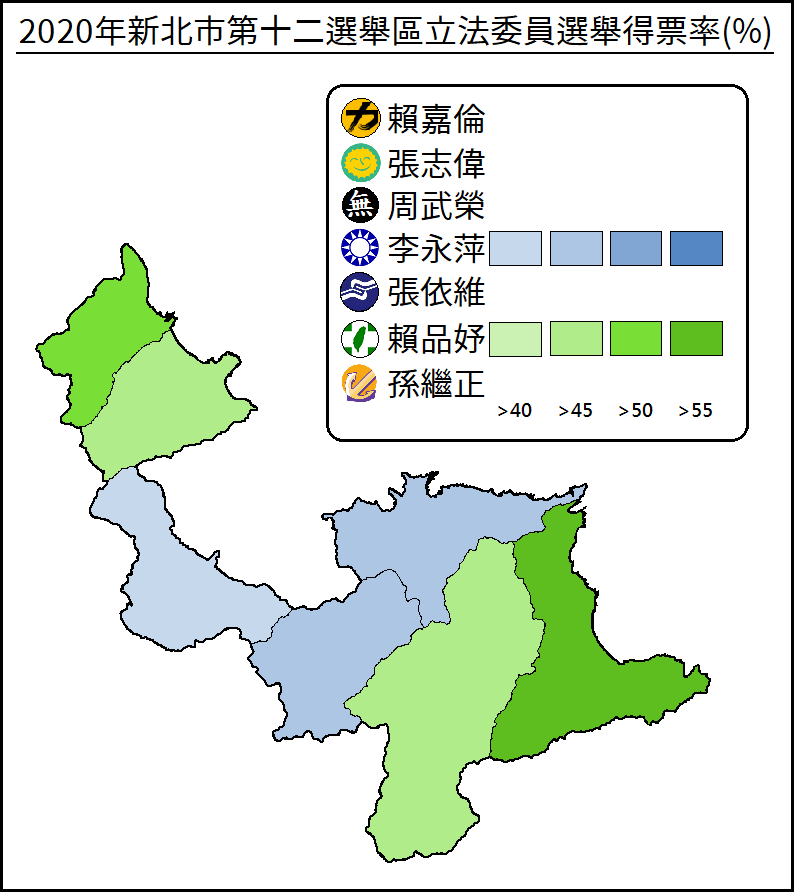
得票分布

| 年度 | 選挙               | 選挙区             | 所属政党   | 得票数 | 得票率 | 当選 | 注釈 |
| ---- | ------------------ | ------------------ | ---------- | ------ | ------ | ---- | ---- |
| 2020 | 第10回立法委員選挙 | 新北市第十二選挙区 | 民主進歩党 | 84,393 | 45.36% |      |      |
| 2024 | 第11回立法委員選挙 | 新北市第十二選挙区 | 民主進歩党 | 81,937 | 45.03% |      |      |

## エピソード

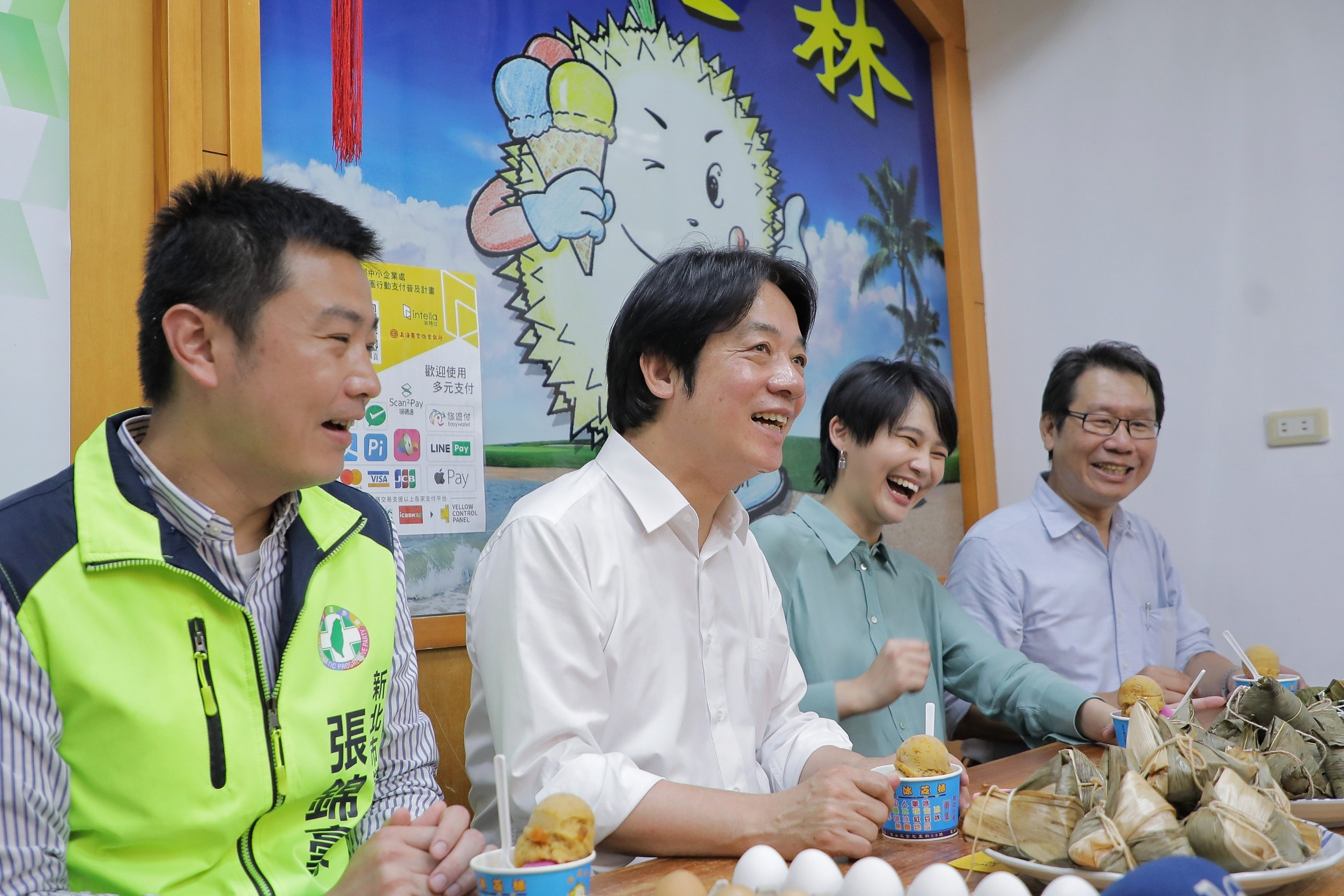
新型コロナ後の観光振興で副総統頼清徳（左から2番目）に同行し選挙区内金山老街へ。右から2番目が頼品妤（2020年6月23日）

本人は大のアニメファンかつ、「總一 Souichi」名義でのコスプレと自撮りを趣味としており、自身のFacebookは多数のファンが注目している。選挙期間中にFacebook（FB）のフォロワー数を急速に伸ばし、第10期立法委員のFBアカウントに対するフォロワー数は2020年4月22日時点で全113名中17位の約12万人。
2013年12月に再開発の一環で台北市政府都市計画委員会が華光社区（台北市大安区のコミュニティの一つ）の取り壊しに踏み切ったが、その現場に品妤は新世紀エヴァンゲリオン（エヴァ）の登場人物「綾波レイ」のコスプレ姿で現れ、建築物の遺骸を背景に自撮りを行いその作品は多くの人の関心を呼んだ。品妤は「自分が社会活動でできることは実はそんなに多くはないと感じている。華光社区は取り壊されることになるが、自分なりの方法で記録に残すことができるのではないかと感じ、もっとアニメのファン層の関心を（こうした社会問題に）惹きつけられれば。」と動機を述べている。
2019年9月、卒業式には出席せずに林昶佐陣営のスタッフとなったため、自身が立法委員の候補者に公認された直後に母校の台北大から校内に保管されたままの卒業証書を受け取るよう促された。
候補公認時の記者会見でお辞儀をした際に、緊張のあまり頭をテーブルのマイク2台にぶつけて毛髪も乱れてしまい、同席していた党主席の卓栄泰の笑いを誘っただけでなく、ネット上ではマイクを触角にされた悪搞作品を投稿されたり、「マイクロフォンの女神（麥克風女神）」の異名も生まれるなど世間でもインターネットミームを巻き起こした。
選挙ポスターではエヴァンゲリオン風のデザインを施し「AT力場（ATフィールド）」など作中の用語も使用したほか、顔写真にも公認会見時のマイク騒動を自虐ネタとして取り入れた。
現職総統だった蔡英文も参列した2019年12月21日の台湾大凱旋（総統府前の凱達格蘭大道で開催されたフレディが属するソニックの野外フェス）では、事前に美少女戦士セーラームーンの登場人物火野レイのコスプレ姿（変身後のセーラーマーズ）をした自身のイラストをポスターでの告知に使い耳目を集めた。野外フェス当日の日中には地元汐止区の親子イベントでアナと雪の女王の登場人物「エルサ」に扮したあとに、夜間には会場で全身エヴァの登場人物「惣流・アスカ・ラングレー」のコスプレ姿を披露して蔡英文やフレディと合流した様子が反響を呼び、タイ王国でも報道された。
立法委員選挙当選翌日の2020年1月12日には、前述のポスターではイラストだったが、今度は実際にセーラーマーズのコスプレをした姿を投稿している。「選挙運動中に自分を奮い立たせる楽曲」について聞かれると、品妤は新サクラ大戦の「檄！帝国華撃団〈新章〉」を挙げている。
ELLE台湾版でのインタビューでは幼少時に観たセーラームーンの登場人物天王はるかや、少女革命ウテナのあらすじを例に挙げて「王子の助けを待つよりも自分が人を助ける王子になりたい」と語り、これらの2作品の影響で「社会に求められる『女性らしさ』が必須ではない」と考えるようになった。好きなこととして挙げたのは、小学生時代から始めていたほどの化粧と、一見男性的な趣味とされやすいボクシングやカーレースだが、これらはジェンダーレスの観点では矛盾せず両立するものだと述べている。
ジェンダーギャップが日本以上に少ないとされる台湾でも、政界においては女性への差別意識や偏見が無いわけではなく、品妤自身も「若手」かつ「女性」ということで遊説時に奇異な目で見られることも少なくなかった。またフレディもロングヘアーのまま立法委員の活動を続けることに対し「男性らしさ」を求める異論もあったことから、事前に品妤とフレディは「立法院に最も短髪の女性議員と最も長髪の男性議員がいることは、それだけでジェンダーレスの存在や社会の多様性を大衆に訴求できる」と話し合った。そして任期初日となった2020年2月1日にはトレードマークだった長髪を大胆にカットした姿でフレディと登院し注目を集めた。同日、游錫堃（民進党）が順当に選出された立法院議長選挙では、新人の品妤にも1票が投じられ騒然となった。これは投票用紙の同じ行に国民党の議長候補頼士葆と同姓の品妤の氏名が並んでいたことから、国民党委員によるマークミスとみられている。
立法委員就任後も交際相手の男性苗栗県議曽玟学が鬼滅の刃のキャラクター竈門炭治郎を、同じ第10期民進党女性立法委員の林楚茵（新北市、比例区）が竈門禰豆子に扮する「政治家合わせ」を披露しているほか、2021年の旧正月には品妤が炭治郎、曽が富岡義勇に扮するペア合わせを披露している。

## 著作
- 「臺灣身心障礙者自立生活同儕支持 服務發展之回顧與現況」[97]

## 関連書籍
- 『2020立委空戰學』 - 『賴品妤  民進黨最年輕立委提名人！「太陽花女戰神」直球對決網軍，更成為全國最吸睛「嬌點」』（P86-89）、著：楊方儒・何渝婷・張詠晴、ISBN 9789869715942